# Juan Beigbeder
Juan Luis Beigbeder Atienza (* 31. März 1888 in Cartagena; † 6. Juni 1957 in Madrid) war vom 9. August 1939 bis 16. Oktober 1940 spanischer Außenminister.

## Biografie

### Militärattaché in Berlin
Im Frühjahr 1936 war Oberst Beigbeder Militärattaché an der spanischen Botschaft in Berlin.
Ende Februar 1936 stellte Beigbeder anlässlich der Olympischen Winterspiele 1936 in Garmisch-Partenkirchen dem deutschen Admiral und Widerstandskämpfer Wilhelm Canaris den spanischen Militär José Sanjurjo vor.
Der seit Februar 1936 regierende Manuel Azaña von der Frente Popular setzte Franco als Oberbefehlshaber der Streitkräfte ab.
Zur Putschprävention wurde Franco als Militärgouverneur der Kanarischen Inseln in Santa Cruz de Tenerife eingesetzt, während Beigbeder in das Amt für Eingeborenenangelegenheiten nach Tetuán versetzt wurde.

### Unión Militar Espanola
Beigbeder gehörte zu den Putschisten der Unión Militar Espanola (UME).
Franco war seit 12. März 1936 in Santa Cruz de Tenerife. Luis Bolín brachte Franco am 19. Juli 1936 mit einer De Havilland DH.89 Dragon Rapide eines britischen Charterunternehmens nach Tetuán.
Am 22. Juli 1936 baten Francisco Franco und Juan Beigbeder in einem Telegramm den für Spanien zuständigen Militärattaché Erich Kühlental.(1934–1938 Militärattaché in Paris) um zehn Transportflugzeuge. Oberst Saenz de Buruaga, Kommandeur der Regulares de Tetuan, brachte Johannes Bernhardt zu Franco, der Bernhardt fragte, ob er mit der auf Gran Canaria von den Putschisten beschlagnahmten Lufthansa Ju 52 nach Berlin fliegen möchte.

### Hochkommissar in Spanisch Marokko
Vom 16. April 1937 bis 1939 war Beigbeder Hochkommissar in Spanisch-Marokko.

### Außenminister
Beigbeders Amtszeit als Außenminister begann kurz vor dem Deutschen Überfall auf Polen.
Mit Bedauern bestätigte Beigbeder den Krieg in Polen am Tag nach der Kriegserklärung von Frankreich und Großbritannien.
Franco erklärte Spanien für strikt neutral und drückte seine Hoffnung aus, dass der Krieg enden würde, bevor er in eine unvorhersehbaren Tragödie enden würde.
Beigbeder und Innenminister Súñer hatten dem Deutschen Reich die Neutralität bereits vorher zugesagt.
Im Oktober 1940 übergab Franco das Amt des Außenministers an seinen Schwager Ramón Serrano Súñer.

### Traditionalist
1944 trat Beigbeder als Vertreter der monarchistischen Tendenz von Antonio Aranda auf.